# Polydesmus monticola
Polydesmus monticola är en mångfotingart som först beskrevs av Robert Latzel 1884.  Polydesmus monticola ingår i släktet Polydesmus och familjen plattdubbelfotingar. Utöver nominatformen finns också underarten P. m. concavallatus.